# Марина ди Лезина (Фођа)
Марина ди Лезина (итал. Marina di Lesina) је насеље у Италији у округу Фођа, региону Апулија.
Према процени из 2011. у насељу је живело 94 становника. Насеље се налази на надморској висини од 8 м.